# Klaus Zimmermann (Romanist)
Klaus Zimmermann (* 23. September 1947 in Wertheim am Main) ist ein deutscher Sprachwissenschaftler und Iberoamerikanist.

## Biografie
Zimmermann studierte von 1968 bis 1973 an der Universität Mannheim, wo er 1976 promovierte. Danach lehrte er an der Nationalen Autonomen Universität Mexicos (UNAM) als Profesor Asociado und der FU Berlin als Hochschulassistent. 1990 erfolgte seine Habilitation (Venia legendi für Romanische Philologie) an der Freien Universität Berlin. Danach war er Privatdozent und Vertretungsprofessor in Berlin und Mainz sowie Wissenschaftlicher Direktor am Ibero-Amerikanischen Institut P.K. Berlin. Seit 1996 war er Professor an der Universität Bremen und wurde 2012 emeritiert. Gastprofessuren hatte er am Centro de Investigaciones y Estudios Superiores en Antropología Social (CIESAS) in Mexiko-Stadt, an der Nationalen Autonomen Universität Mexicos, Universität Antwerpen, Autonomen Universität Madrid, El Colegio de México, Universität Brasília und der Universität La Laguna.
Zimmermann ist Autor von Forschungsveröffentlichungen zu den Themen Sprache und Identität, Sprachkontakte und interkulturelle Kommunikation in Ibero-Amerika, Spanisch in Amerika, Geschichte der Sprachen in Amerika, Sprachpolitik und Sprachplanung (interkulturelle Erziehung, sprachliche Aspekte), Mexiko, Otomí, Iberoromanisch basierte Kreolsprachen, Migrationslinguistik, Koloniallinguistik und Wissenschaftsgeschichte der amerindischen Linguistik (Missionarslinguistik), Variationslinguistik, Jugendsprache, Linguistische Pragmatik: Sprache und Höflichkeit, Wilhelm von Humboldt, Brasilianisches Portugiesisch, Diskursanalyse, Gründer und Direktor der Zeitschrift Revista Internacional de Lingüística Iberoamericana von 2003 bis 2012 sowie Gründer und Mitherausgeber der Reihe Lengua y Sociedad en el Mundo hispánico, Mitglied in Beiräten mehrerer Zeitschriften und ehemals Vizepräsident des Deutschen Hispanistenverbandes.